# Lillsjön (Djursdala socken, Småland)
Lillsjön är en sjö i Vimmerby kommun i Småland och ingår i Botorpsströmmens huvudavrinningsområde. Sjöns area är 0,041 kvadratkilometer och den är belägen 130 meter över havet.